# 比米町
比米町（ひめちょう）は、愛知県名古屋市西区にある地名。 1981年（昭和56年）、同区幅下二丁目に編入され、消滅。

## 地理
東は裏塩町1丁目、西は井桁町・隅田町、南は隅田町、北は小舟町に接する。

### 学区
- 高等学校 - 尾張学区
- 中学校 - 名古屋市立菊井中学校
- 小学校 - 名古屋市立幅下小学校

### 人口
国勢調査による人口の推移
| 1950年（昭和25年） | 316人 |  |
| 1955年（昭和30年） | 331人 |  |
| 1960年（昭和35年） | 294人 |  |
| 1965年（昭和40年） | 270人 |  |
| 1970年（昭和45年） | 191人 |  |
| 1975年（昭和50年） | 159人 |  |

## 歴史

### 地名の由来
尾張藩主徳川宗春の娘である頼姫の邸宅があったことに由来する御姫様屋敷という呼称による。

### 沿革
- 明治初年 - 愛知郡比米町として成立[1]。
- 1878年（明治11年）12月28日 - 名古屋区成立に伴い、同区比米町となる[1]。
- 1889年（明治22年）10月1日 - 名古屋市成立に伴い、同市比米町となる[1]。
- 1908年（明治41年）4月1日 - 西区成立に伴い、同区比米町となる[1]。
- 1981年（昭和56年）8月23日 - 住居表示の実施に伴い、西区幅下二丁目に編入され、消滅[1]。

## 人物
- 画家木村金秋[5]
- 雅楽家恒川弥太郎[5]
- 藤田流笛指南役藤田六郎兵衛[5]